# Kupferhammer (Kupferdreh)

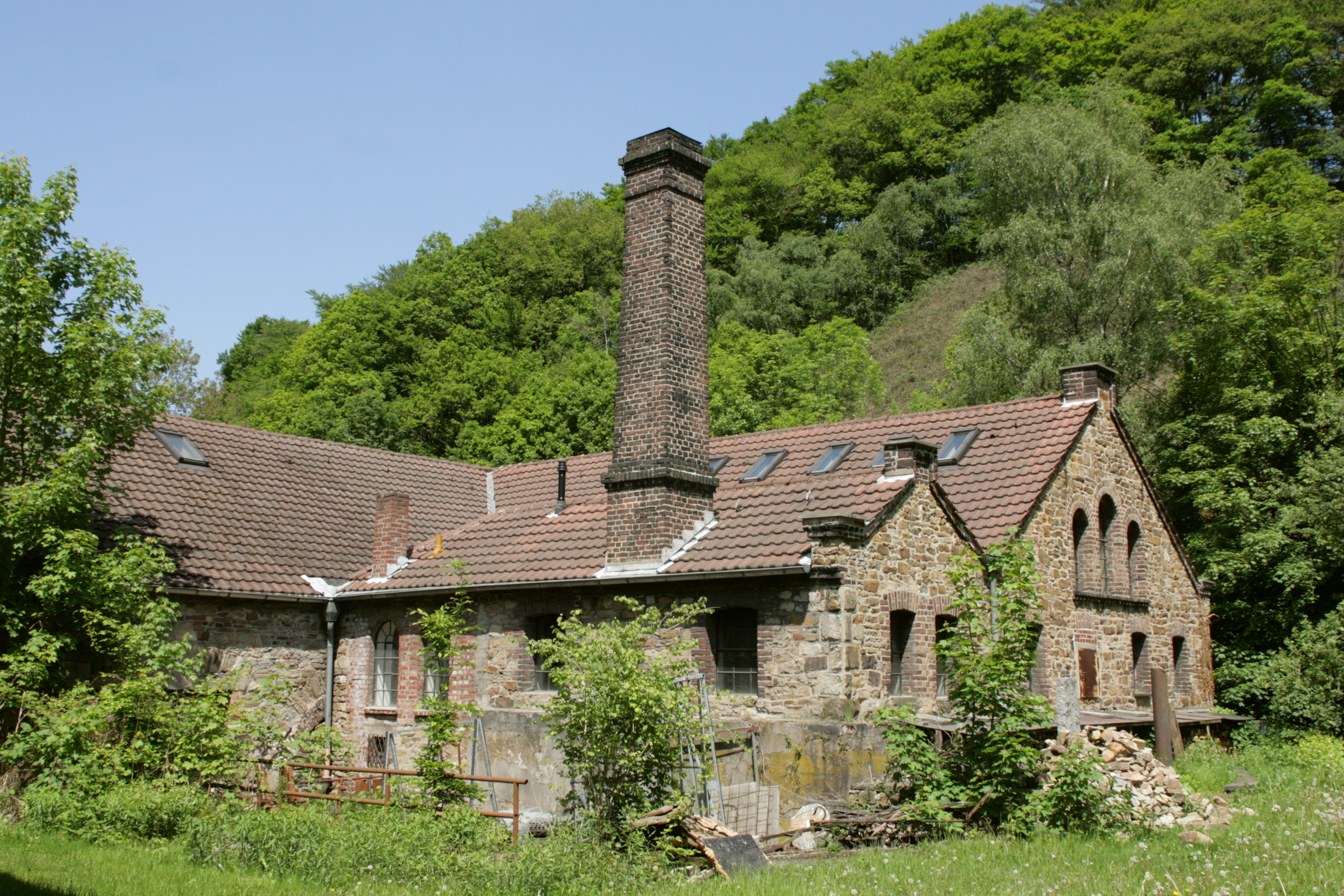
Kupferhammer in Essen-Kupferdreh

Der Kupferhammer in Essen-Kupferdreh war ein Hammerwerk zur Verarbeitung von Kupfer im Deilbachtal. Heute ist er ein Teil der Museumslandschaft Deilbachtal, die vom Ruhr Museum betreut wird, und wird außerdem von einem Gewerbebetrieb genutzt.

## Geschichte
1550 gründete der Essener Hans Frolynck, der auch Nutzungsrechte an verschiedenen Erzvorkommen hatte, eine Kupferhütte („Koperhut“) auf einem Streifen Land am westlichen Ende des Tals, die er später zum Kupferhammer ausbaute. Zunächst wurde dieser durch die Wasserkraft des aufgestauten Deilbaches angetrieben. Die verkehrsgünstige Lage nahe der schiffbaren Ruhr (Transportmöglichkeit zum Rhein) mit eigenem Hafen an der Mündung des Deilbaches und der Bau der Deiltaler Eisenbahn (Richtung Wuppertal) sorgten bis ins 20. Jahrhundert für günstige Transport- und Absatzmöglichkeiten. 
Im Jahre 1818/1819 erwarb Friedrich Harkort den Kupferhammer. Bereits ein Jahr später übergab er den Betrieb seinem Schwager Ludwig Moll. 1838 wurde der Betrieb von Friedrich Wilhelm Möller (1805–1878), einem späteren Mitglied des Preußischen Abgeordnetenhauses übernommen.
Blütezeit des Kupferhammers war die Mitte des 19. Jahrhunderts. Die für das Jahr 1861 vorliegenden Zahlen sprechen von 14 Beschäftigten, die 150 Tonnen Kupfer im Wert von 120.000 preußischen Talern verarbeiteten. Zu dieser Zeit wurde der Hammerantrieb von einfachen Wasserrädern auf Wasserturbinen umgestellt und die Anlage auch an anderen Stellen ausgebaut und modernisiert. 1865 nahm man eine Dampfmaschine in Betrieb. 
Das heute noch bestehende Ensemble aus Wohn- und Hammergebäude, Kutschen- und Kesselhaus stammt aus der zweiten Hälfte des 19. Jahrhunderts. 1940 wurde der Kupferhammer stillgelegt, 1950 die Maschinen einschließlich Schmiede und Walzwerk verschrottet und umfassende bauliche Veränderungen vorgenommen. Heute wird im Kupferhammer wieder Metall verarbeitet; die  Werkstatt für Metallgestaltung Michael Stratmann benutzt die Anlage im Rahmen eines Erbrechtsvertrages. 
Zusammen mit den anderen Objekten der Kultur- und Museumslandschaft wie dem Deilbachhammer (ein Eisenhammer), dem Deilmannschen Bauernhof und der Deiler Mühle, der Ringofenziegelei und Anlagen der Zeche Victoria wird der Kupferhammer durch einen Wanderweg erschlossen. Er ist außerdem ein Teil der Route der Industriekultur.